# Nava Telangana Praja Party
Nava Telangana Praja Party és un partit polític de l'Índia, que vol un estat separat per Telangana. Fou fundat per Tulla Devender Goud l'11 de juliol de 2008. El dia de la fundació es va anunciar la bandera que és blava amb l'estat de Telanga en color marró; el blau representa els rius i a un ocell propi de la terra considerat un bon auguri, i el marró representa la terra; dins el mapa hi ha els símbols del partit: la torxa que guia al poble en el seu canvi; la pala dels treballadors; l'aixada dels pagesos; i el llibre de la cultura. El 26 de febrer de 2009, Goud va anunciar que es fusionaria amb el Praja Rajyam Party, però finalmente el 3 d'agost de 2009 es va unir al Telegu Desam